# 东孚站 (厦门地铁)
东孚站（廈門話：/tɔŋ˧˧ hu˧˧/）位于中华人民共和国福建省厦门市海沧区灌口大道地下，是厦门轨道交通2号线的地铁车站，于2019年12月25日开通运营。